# Discurso del estado de la Unión de 2002
El discurso del estado de la Unión de 2002 fue pronunciado por el 43.er presidente de los Estados Unidos, George W. Bush, el 29 de enero de 2002 a las 21:00 horas ET, en el recinto de la Cámara de Representantes de los Estados Unidos, siendo dirigido al 107.º Congreso de los Estados Unidos. Fue el primer discurso sobre el estado de la Unión de Bush y su tercer discurso ante una sesión conjunta del Congreso de los Estados Unidos.

## Contexto
Los discursos sobre el "estado de la Unión" son establecidos por el Artículo II, Sección 3, de la Constitución de los Estados Unidos, que establece que el presidente debe informar al Congreso sobre asuntos del estado y recomendaciones específicas para nuevos programas e iniciativas.
Como presidente de los Estados Unidos, Bush pronunció el discurso sobre el estado de la Unión de 2002 el 29 de enero del mismo año. Se dirigió a una sesión conjunta del 107.º Congreso y a invitados especiales.
Fue el primero pronunciado por Bush después de los ataques del 11 de septiembre de 2001. Abordó los ataques a los Estados Unidos y su plan de acción, así como sus objetivos para el resto de su mandato como presidente. En el discurso, Bush introdujo por primera vez el término "eje del mal" al referirse a los países de Irán, Irak y Corea del Norte, y  se centró principalmente en la política exterior.

## Temas principales

### Ataques del 11 de septiembre
Bush habló sobre los ataques del 11 de septiembre que mataron a miles de personas en la ciudad de Nueva York, Virginia y Pensilvania. La organización terrorista islamista al-Qaeda llevó a cabo el ataque con 19 secuestradores que se apoderaron de cuatro vuelos de aerolíneas comerciales y los estrellaron contra las Torres Gemelas del World Trade Center en el Bajo Manhattan de la ciudad de Nueva York y contra el Pentágono en el condado de Arlington, Virginia.
Durante el ataque, dos de los aviones secuestrados se estrellaron contra las partes superiores de las torres gemelas del World Trade Center de la ciudad de Nueva York y uno contra el Pentágono. El vuelo 93 de United Airlines, que también fue tomado por secuestradores, no se estrelló contra su objetivo previsto en Washington, D. C. cuando los pasajeros del vuelo recibieron información sobre los ataques en curso y se rebelaron contra los terroristas, lo que provocó que el avión se estrellara en un área rural ubicada en Pensilvania.

### "Eje del mal"
Un "eje del mal" fue un término utilizado por primera vez por el presidente Bush en este discurso. Se decía que el llamado "eje del mal" estaba compuesto por tres países: Irán, Irak y Corea del Norte . Estos países fueron citados como países que persiguen armas químicas, biológicas y nucleares y que tienen campos de entrenamiento de terroristas. El presidente advirtió: "Estados como estos, y sus aliados terroristas, constituyen un eje del mal, armándose para amenazar la paz del mundo". El objetivo declarado por Bush era desarmar a estos países y destruir sus campos de entrenamiento de terroristas.

### Guerra global contra el terrorismo y guerra en Afganistán
Bush declaró una "guerra global contra el terrorismo", diciendo que los Estados Unidos actuarían contra cualquier país que ayudara o albergara a terroristas. Sus objetivos para la guerra eran acabar con el terrorismo y su amenaza sobre los Estados Unidos y llevar a todos los terroristas ante la justicia, ya sea capturándolos y enjuiciándolos legalmente, o matándolos. En los meses previos al discurso, Bush afirmó que el ejército estadounidense liberó a Afganistán y que era el aliado del país contra el terrorismo. Sintió que la guerra en Afganistán era solo el comienzo de la guerra contra el terrorismo. Él dijo: "miles de asesinos peligrosos, instruidos en los métodos de asesinato, a menudo apoyados por regímenes fuera de la ley, ahora están esparcidos por todo el mundo como bombas de tiempo, listos para estallar sin previo aviso". Los dos objetivos principales de la guerra eran cerrar los campos de entrenamiento y capturar terroristas y evitar que los terroristas obtuvieran armas de destrucción masiva. Las tropas estadounidenses se desplegaron en misiones en Filipinas, Bosnia y la costa de África. Bush pidió más fondos para la guerra para obtener armas de precisión, reemplazar aviones y aumentar los salarios de los soldados. En 2002, hubo 69 bajas en Afganistán, y para 2012, superaban las 2 900, así como también 4 802 bajas en Irak.

### Seguridad nacional
Los ataques del 11 de septiembre aumentaron el deseo de Bush de una mayor asignación de fondos para fines de seguridad nacional, con motivo de proteger a los Estados Unidos contra nuevos ataques terroristas. Bush declaró: "la próxima prioridad de mi presupuesto es hacer todo lo posible para proteger a nuestros ciudadanos y fortalecer a nuestra nación contra la amenaza constante de otro ataque".
Las cuatro áreas de enfoque en seguridad nacional fueron bioterrorismo, respuesta a emergencias, seguridad aeroportuaria y fronteriza e inteligencia mejorada. Bush quería evitar que ocurriera otro ataque y estar más preparado en caso de que ocurriera. La legislación que establece el Departamento de Seguridad Nacional fue aprobada por el Congreso y convertida en ley por el presidente en noviembre de 2002. La Ley de Seguridad Nacional de 2002 reunió a 22 agencias separadas con la misión de prevenir el terrorismo, reducir la vulnerabilidad al terrorismo y minimizar el daño de un ataque terrorista en los Estados Unidos.

### Economía
La economía estadounidense pasó por una recesión en 2001 por primera vez en una década. Un reportero de CNN escribió: "La definición más común de una recesión es dos o más trimestres de una economía en contracción". Los factores que definen una recesión incluyen caídas en el empleo, la producción industrial, los ingresos y las ventas. La tasa de desempleo saltó al 4,9 %, que fue la tasa más alta en los últimos cuatro años. Los expertos la Oficina Nacional de Investigación Económica, argumentan que la economía probablemente podría haber evitado la recesión si no fuera por los ataques del 11 de septiembre. Los ataques paralizaron la economía durante varios días y tuvieron un impacto duradero en el turismo y otros negocios. Bush era consciente de los problemas económicos al entrar en el cargo y en el discurso abordó los métodos para reactivar la economía. Resumió su plan cuando dijo: "cuando Estados Unidos funciona, Estados Unidos prospera, por lo que mi plan de seguridad económica se puede resumir en una palabra: empleos". El plan abordó la importancia de la educación, la energía asequible, la expansión del comercio y una política fiscal y económica sólida para crear "buenos empleos". Bush argumentó que el medio más eficaz para crear puestos de trabajo era invertir en fábricas y equipos y acelerar la desgravación fiscal. Presionó para que el Congreso aprobara un paquete de estímulo para ayudar en el alivio.

## Estadísticas
El discurso marcó el segundo discurso formal de Bush de su administración. Ciertas palabras aparecían con mucha más frecuencia que otras. Las palabras "Afganistán" y "guerra" se pronunciaron 13 veces cada una en el discurso, y la palabra "terrorista" se usó 19 veces. La palabra "economía" se pronunció 7 veces diferentes y se mencionó a Irak dos veces. Una de las palabras más utilizadas en su discurso fue "terror". El discurso duró 48 minutos y hubo aplausos en 76 ocasiones. En el momento del discurso, el presidente Bush tenía un índice de aprobación del 80 %.

## Respuesta demócrata
El representante Dick Gephardt, demócrata por Misuri y líder de la minoría de la Cámara de Representantes en ese momento, dio la respuesta demócrata al discurso sobre el estado de la Unión de 2002. En su respuesta, argumentó la importancia de la unidad entre los partidos durante los momentos difíciles que enfrenta el país. Afirmó que los partidos Demócrata y Republicano debían unirse para descubrir cómo ganar la guerra contra el Terror y ayudar a la economía a salir de la recesión.